# Лаутербах, Карл (биолог)
Карл Адольф Георг Ла́утербах (нем. Karl Adolf Georg Lauterbach, 1864—1937) — немецкий естествоиспытатель и географ, путешественник в Новую Гвинею.

## Биография
Карл Лаутербах родился 21 мая 1864 года в Бреслау в семье нижнесилезского фермера. Учился ботанике и агрономии в Университете Бреслау, в 1888 году окончил Гейдельбергский университет. В 1885 году приобрёл участок, где построил три оранжереи, в которых разместил коллекцию тропических растений. В 1888—1890 совершил кругосветное путешествие, в 1889 году посетил Гавайи, Новую Зеландию, Австралию, в 1890 — Яву, Самоа, Молукки. В 1892 году женился на Гертруде Фукс-Херен, ботаническом иллюстраторе, у них родилось трое сыновей (средний из них погиб в 1914 году при обстреле Реймса).
С 1896 года Лаутербах жил и работал в Новой Гвинее, в частности, занимался изучением геологии гор Бисмарка. С 1899 года он был директором Германской Новогвинейской компании.
После Первой мировой войны Лаутербах был вынужден продать большую часть своих владений, тропические растения в его оранжереях полностью погибли. В 1927 году он почти полностью ослеп.
Скончался 1 сентября 1937 года после операции на мочевом пузыре.
Основной гербарий Лаутербаха вместе с коллекцией ботанической литературы был оставлен им Университету Бреслау (ныне — Вроцлавский университет (WRSL)).

## Некоторые научные работы
- Lauterbach, K. Die geographischen Ergebnisse der Kaiser Wilhelmsland Expedition (нем.) // Zeitschrift der Gesellschaft für Erdkunde : magazin. — 1898. — Bd. 33. — S. 141—177.
- Schumann, K.; Lauterbach, K. Nachträge zur Flora der deutschen Schutzgebiete in der Südsee. — Leipzig, 1905. — 446 p.

## Роды, названные в честь К. Лаутербаха
- Clarorivinia Pax & K.Hoffm., 1914 [= Ptychopyxis Miq., 1861]
- Lauterbachia Perkins, 1900
- Lauterbachiella Henn., 1898 [= Rhagadolobium Henn. & Lindau, 1896]